# Aljaksej Gryšyn
Aleksej Grišin (bje. Аляксей Генадзьевіч Грышын; rus. Алексей Геннадьевич Гришин) (Minsk, Bjelorusija, 18. lipnja 1979.) je bjeloruski skijaš koji se natječe u slobodnom skijanju. Na ZOI 2002. u Salt Lake Cityju je osvojio jedinu medalju za Bjelorusiju - broncu u disciplini aerial. Također, skijaš je na ZOI 2010. u Vancouveru osvojio prvo bjelorusko zlato u povijesti natjecanja na zimskim Olimpijadama.

## Olimpijske igre

### OI 2002. Salt Lake City
| Salt Lake City 2002. Finale - aerial | Salt Lake City 2002. Finale - aerial | Salt Lake City 2002. Finale - aerial | Salt Lake City 2002. Finale - aerial | Salt Lake City 2002. Finale - aerial | Salt Lake City 2002. Finale - aerial | Salt Lake City 2002. Finale - aerial |
| RANG                                 | Natjecatelj                          | 1. skok                              | Rang                                 | 2. skok                              | Rang                                 | Ukupno                               |
| ------------------------------------ | ------------------------------------ | ------------------------------------ | ------------------------------------ | ------------------------------------ | ------------------------------------ | ------------------------------------ |
|                                      | Aleš Valenta                         | 127.04                               | 6.                                   | 129.98                               | 1.                                   | 257.02                               |
|                                      | Joe Pack                             | 129.49                               | 3.                                   | 122.15                               | 6.                                   | 251.64                               |
|                                      | Aleksej Grišin                       | 129.71                               | 2.                                   | 121.48                               | 8.                                   | 251.19                               |
| 4.                                   | Jeff Bean                            | 128.60                               | 4.                                   | 122.37                               | 5.                                   | 250.97                               |
| 5.                                   | Stanislav Kavčuk                     | 125.49                               | 7.                                   | 120.81                               | 10.                                  | 246.30                               |
| 6.                                   | Brian Currutt                        | 123.93                               | 8.                                   | 121.26                               | 9.                                   | 245.19                               |
| 7.                                   | Dimitrij Dašinski                    | 127.04                               | 5.                                   | 117.25                               | 11.                                  | 244.29                               |
| 8.                                   | Andy Capicik                         | 117.18                               | 9.                                   | 126.60                               | 3.                                   | 243.78                               |
| 9.                                   | Jeret Peterson                       | 112.56                               | 10.                                  | 125.49                               | 4.                                   | 238.05                               |
| 10.                                  | Dimitrij Rak                         | 98.41                                | 12.                                  | 127.93                               | 2.                                   | 226.34                               |
| 11.                                  | Steve Omischl                        | 100.34                               | 11.                                  | 121.70                               | 7.                                   | 222.04                               |
| 12.                                  | Eric Bergoust                        | 130.38                               | 1.                                   | 88.11                                | 12.                                  | 218.49                               |

### OI 2010. Vancouver
| Vancouver 2010. Finale - aerial | Vancouver 2010. Finale - aerial | Vancouver 2010. Finale - aerial | Vancouver 2010. Finale - aerial | Vancouver 2010. Finale - aerial | Vancouver 2010. Finale - aerial | Vancouver 2010. Finale - aerial |
| RANG                            | Natjecatelj                     | 1. skok                         | Rang                            | 2. skok                         | Rang                            | Ukupno                          |
| ------------------------------- | ------------------------------- | ------------------------------- | ------------------------------- | ------------------------------- | ------------------------------- | ------------------------------- |
|                                 | Aleksej Grišin                  | 120.58                          | 2.                              | 127.83                          | 4.                              | 248.41                          |
|                                 | Jeret Peterson                  | 118.59                          | 5.                              | 128.62                          | 3.                              | 247.21                          |
|                                 | Liu Zhongqing                   | 119.91                          | 3.                              | 122.62                          | 6.                              | 242.53                          |
| 4.                              | Ryan St. Onge                   | 115.27                          | 8.                              | 124.66                          | 5.                              | 239.93                          |
| 5.                              | Kyle Nissen                     | 126.92                          | 1.                              | 112.39                          | 11.                             | 239.31                          |
| 6.                              | Jia Zongyang                    | 119.47                          | 4.                              | 118.10                          | 9.                              | 237.57                          |
| 7.                              | Qi Guangpu                      | 115.38                          | 7.                              | 119.47                          | 8.                              | 234.85                          |
| 8.                              | Steve Omischl                   | 112.39                          | 9.                              | 121.27                          | 7.                              | 233.66                          |
| 9.                              | Timofej Slivets                 | 115.84                          | 6.                              | 109.74                          | 12.                             | 225.58                          |
| 10.                             | Warren Shouldice                | 94.03                           | 10.                             | 129.27                          | 1.                              | 223.30                          |
| 11.                             | Dimitrij Dašinski               | 86.95                           | 12.                             | 128.73                          | 2.                              | 215.68                          |
| 12.                             | Thomas Lambert                  | 93.66                           | 11.                             | 117.24                          | 10.                             | 210.90                          |